# Uetze
Uetze [ˈʏtsə] ist eine selbständige Gemeinde in der niedersächsischen Region Hannover.

## Geographie

### Lage
Uetze liegt am Südrand der Lüneburger Heide und hat überwiegend sandige Böden. Es wird von den Flüssen Fuhse und Erse, die aus dem Harzvorland kommen und in ungefähr nördlicher Richtung strömen, durchquert. Nordwestlich von Uetze mündet die Erse in die Fuhse, die bei Celle in die Aller mündet.
Die Gemeinde erstreckt sich über eine Fläche von etwa 140 km².

### Gemeindegliederung

Die Lage des Kernorts in Uetze

Uetze ist eine Einheitsgemeinde und besteht aus den Ortschaften (ehemalige Gemeinden) Altmerdingsen, Dedenhausen, Dollbergen, Eltze, Hänigsen, Katensen, Obershagen, Schwüblingsen sowie dem Kernort Uetze und hat über 20.000 Einwohner.
Jede der Ortschaften verfügt über einen eigenen Ortsrat.
Zur Ortschaft Uetze gehören die Wohnplätze Abbeile, Benrode, Dahrenhorst und Wackerwinkel.

## Geschichte

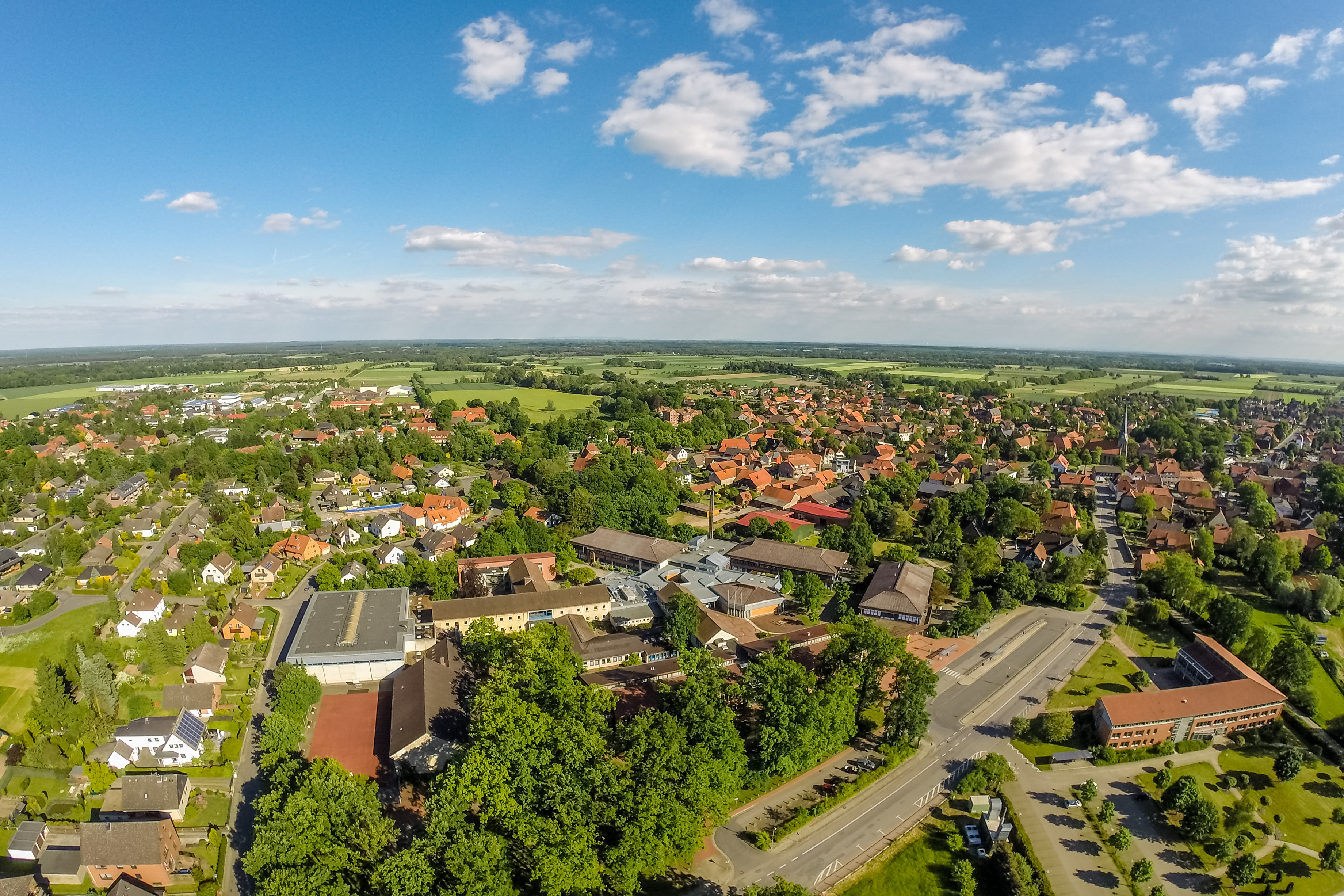
Luftaufnahme von Uetze

Die erste urkundliche Erwähnung erfolgte 1022 als „Utisson“ im Bezirk Flotwedel unter Verwaltung von Dankmar. Die Ersterwähnung Uetzes vor 1000 Jahren geht auf ein seit langer Zeit umstrittene Quelle des Hildesheimer Klosters St. Michaelis zurück, die als Fälschung des frühen 12. Jahrhunderts bekannt ist, (im Güterverzeichnis des Bischofs Bernward im Zeitraum 1013 – 1022). Im Jahre 1215 wurde der Ort mit „Utessem“ bezeichnet. Erwähnungen Uetzes im 12. und 13. Jahrhundert sind mit der Familie von Ütze verbunden, die als Zeugen bei Beurkundungen auftreten oder deren Landbesitz beurkundet wird. Vom Namen des Ortes leitet sich auch der des Gutsherrengeschlechts „von Uttensen“ ab. Das Gut besteht 1208 mit Hartwicus von Uttensen als dem ersten Gutsherr, der 1218 im Gefolge Kaiser Ottos IV. genannt wird. Ein Haus (der „Neue Garten“) neben dem ehemaligen Sitz „derer von Uttensen“ wird seit seinem Bau nahezu ununterbrochen als Gasthaus benutzt und ist ältestes Gebäude der Ortschaft Uetze.
Die Familie von Uetze war zu Beginn des 16. Jahrhunderts ohne Nachkommen geblieben und so war das Gut nach dem Tod des Jasper von Uetze 1503 über die von Veltheim und die von Saldern im ersten Drittel des 17. Jahrhunderts an die Familie von Lüneburg gekommen. Uetze war im frühen 17. Jahrhundert der mit Abstand größte Ort im Amt Meinersen – vor Hänigsen. 1552 war Uetze Sitz einer Vogtei, sie war dem Amt Meinersen unterstellt. Diese Zugehörigkeit bestand bis 1885. 1695 wurde Uetze zum Marktflecken.
Am Ortsrand von Uetze wohnte der für den Bereich des Amtes Meinersen zuständige Scharfrichter, wo er vorwiegend das Abdeckereigewerbe betrieb. Ein Schriftstück vom 6. Juni 1823 konkretisiert: „… Wie 1. Zu Ütze hiesigen Amts eine Halbmeisterey sich befindet, welche im Jahre 1650 zuerst vom Hertzogen Christian Ludwig zu Braunschweig dem Scharfrichter Claus Fröhlich zu Braunschweig verliehen worden …“ Zwei lange ansässige Scharfrichtersippen hießen Frölich und Funke. Gertrud Schumacher, frühere Vorsitzende des Heimatbundes Uetze, weiß über die Abdecker in Uetze zu berichten, dass sie geschwärzte Hände hatten und geächtete Personen waren, die nur auf den paar billigen Plätzen unter dem Turm, wo keine Nummern an den Plätzen waren, sitzen durften.
Ein Großbrand vernichtete am Nachmittag des 21. April 1863 fast das ganze Dorf; erhalten blieben nur der Junkernhof und umliegende Gebäude. Die Freiwillige Feuerwehr wurde am 5. Juni 1880 gegründet.
1885 wurde das Amt Meinersen aufgelöst, Uetze kam zum Landkreis Burgdorf.
Am 16. Mai 1966 wurde in Uetze die letzte Handvermittlung auf dem Gebiet der Deutschen Bundespost abgeschaltet. 1971 schloss sich Uetze mit den Gemeinden Dollbergen und Katensen zu einer Samtgemeinde zusammen, die schon drei Jahre später mit der Bildung der jetzigen Einheitsgemeinde Uetze wieder aufgelöst wurde.
Uetze gehörte zum Fürstentum Lüneburg und ist daher traditionell eher nach Celle als nach Hannover orientiert. Es gehörte zum Landkreis Burgdorf und wurde bei der Gebietsreform in Niedersachsen 1974 mit den anderen Gemeinden dieses Landkreises in den Landkreis Hannover eingegliedert. Die Altgemeinden Dedenhausen und Eltze gehörten vor der Gebietsreform 1974 zum Landkreis Peine. Im Gespräch war auch eine Zugehörigkeit zum Landkreis Peine oder zum Landkreis Celle, da die Städte Peine und Celle wesentlich näher liegen und Uetze in diesen Landkreisen mehr Einfluss auf zukünftige Entscheidungen gehabt hätte. Der Landkreis Hannover wurde am 1. November 2001 aufgelöst und durch die mit der Stadt Hannover gemeinsam gebildete Region Hannover ersetzt.

### Eingemeindungen
Im Zuge der Gebietsreform in Niedersachsen, die am 1. März 1974 stattfand, wurden die zuvor eigenständigen Gemeinden Altmerdingsen, Dedenhausen, Dollbergen, Eltze, Hänigsen, Katensen, Obershagen und Schwüblingsen in die Gemeinde Uetze eingegliedert.

### Einwohnerentwicklung
(1961: am 6. Juni, 1970: am 27. Mai (Ergebnisse der Volkszählungen, bei der Gemeinde: einschließlich der später eingemeindeten Orte), sonst jeweils am 31. Dezember)
| Gemeinde Uetze - 1961: 16.097 - 1970: 16.448 - 1998: 19.156 - 2000: 19.742 - 2002: 20.060 - 2003: 20.242 - 2004: 20.348 - 2006: 20.387 - 2007: 20.313 - 2008: 20.265 - 2009: 20.247 - 2010: 20.145 - 2011: 19.880 - 2012: 19.820 - 2013: 19.894 - 2014: 19.902 - 2015: 20.103 - 2016: 20.180 - 2017: 20.260 |

Einwohnerentwicklung von Uetze von 1907 bis 2017. Oberer Graph die Gemeinde, unten die Ortschaft

Laut Zensus 2011 hatte Uetze am 9. Mai 2011 19.923 Einwohner.
Ortschaft Uetze
- 1781:  984[12]
- 1907: 2367
- 1925: 2480[13]
- 1933: 2752
- 1939: 3020
- 1957: 5572
- 1961: 5190[11]
- 1970: 5478[11]
- 1982: 5600
- 1997: 6958
- 2007: 7493
- 2012: 7264[14]
- 2013: 7227[15]
- 2016: 7370[16]
- 2017: 7457[16]

## Religion

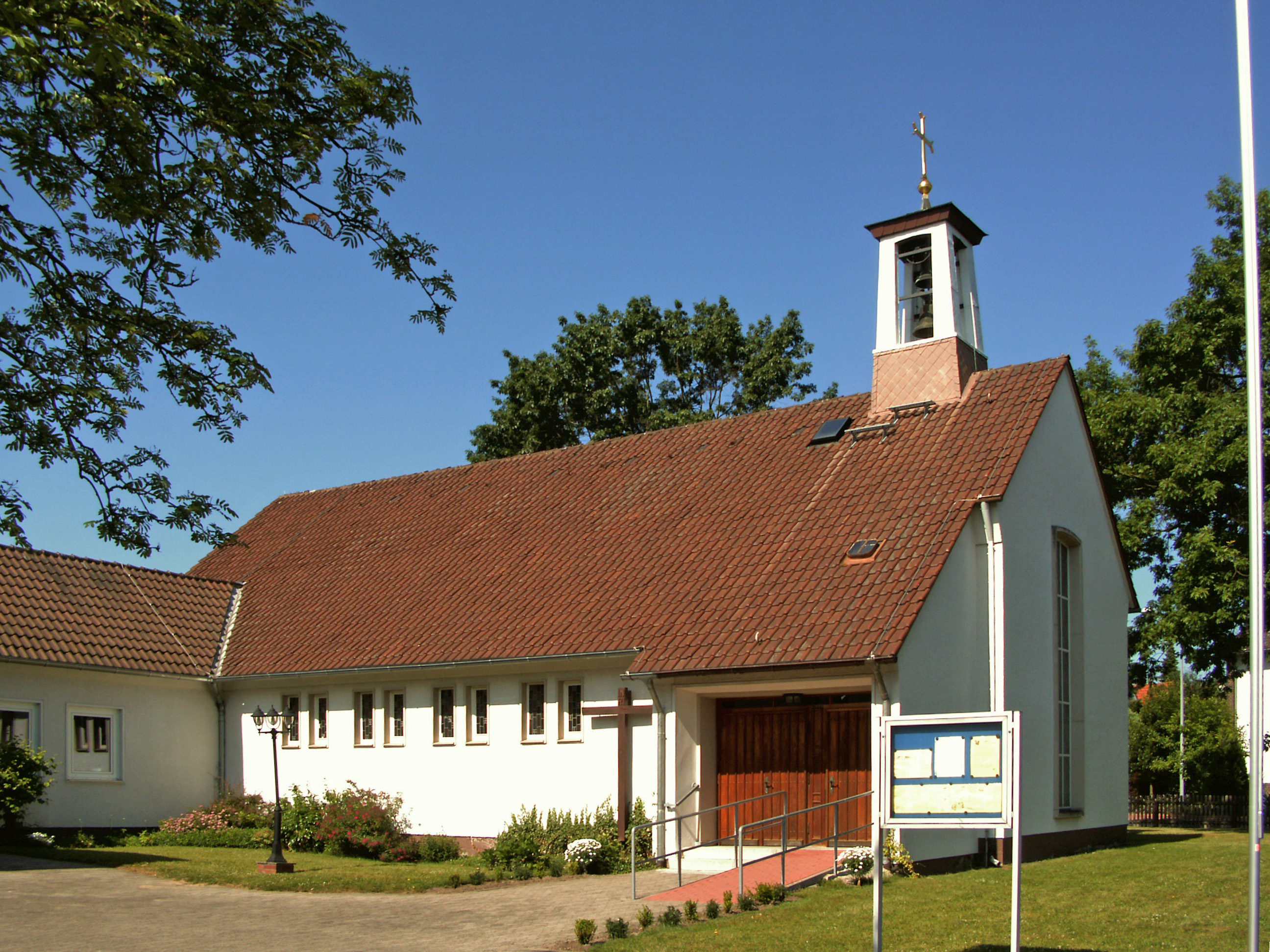
St.-Matthias-Kirche

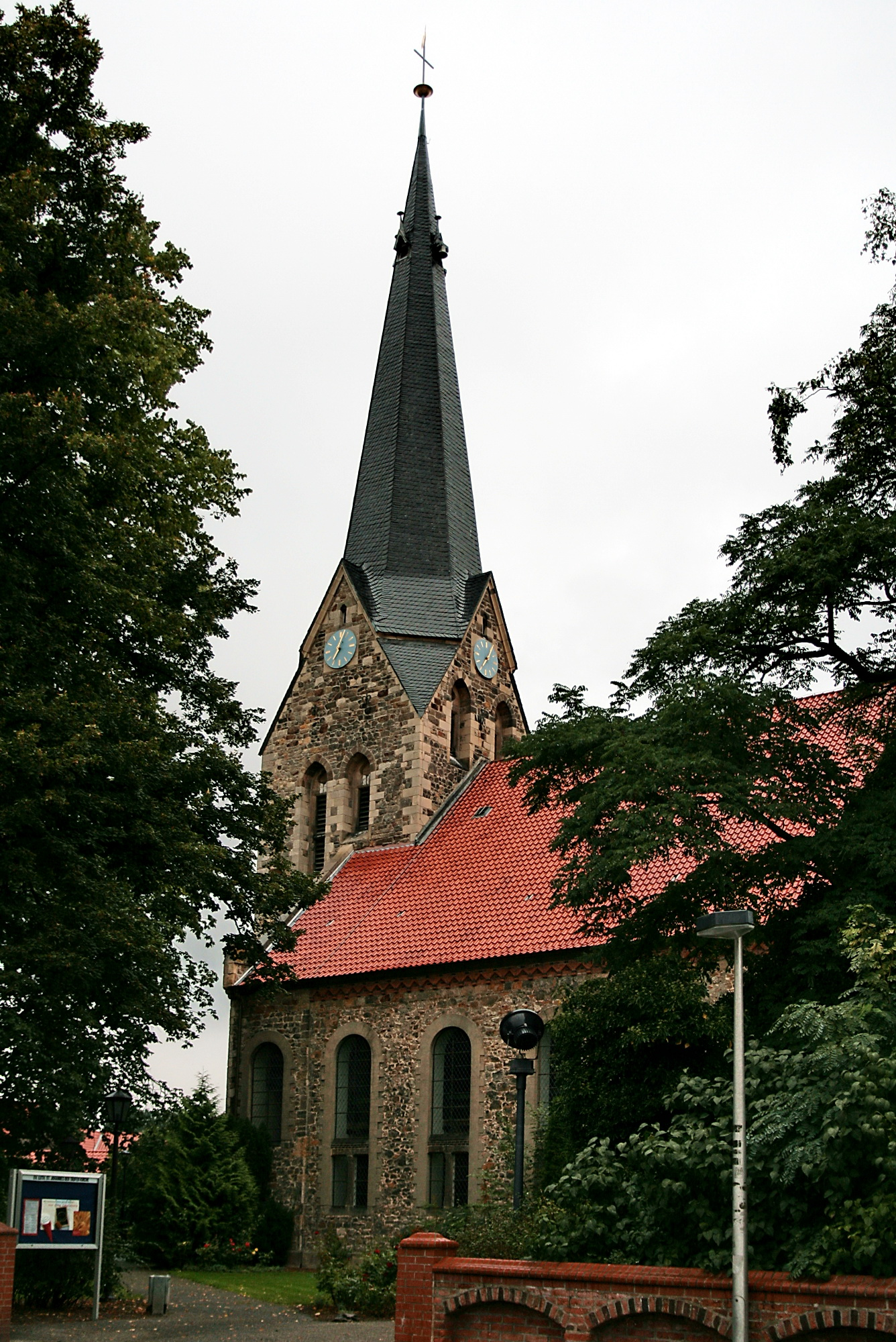
Johannes-der-Täufer-Kirche

Seit der Reformation ist die Mehrheit der Bevölkerung evangelisch-lutherisch. Mit Stand Juni 2018 waren von den 20.608 Einwohnern 51,0 % (10.501) evangelisch und 7,4 % katholisch. Die derzeitige „Johannes-der-Täufer-Kirche“ an der Kirchstraße stammt aus dem Jahr 1867, nachdem der Vorgängerbau von 1837 im großen Brand von 1863 zerstört worden war. Baumeister war Conrad Wilhelm Hase. Der Turm ist 65 m hoch. Die Kirchengemeinde Uetze-Katensen gehört zum Kirchenkreis Burgdorf.
Die katholische Kirche St. Matthias, benannt nach dem Apostel Matthias, befindet sich an der Marienstraße. 1955/56 wurde sie von Josef Fehlig errichtet und im Herbst 1956 geweiht. Seit dem 1. November 2006 gehört die Kirche zur Pfarrgemeinde St. Nikolaus in Burgdorf. Die ehemalige Filialkirche St. Barbara in Hänigsen wurde 2012 profaniert und im Herbst 2013 abgerissen, das Grundstück ab 2014 mit Wohnhäusern bebaut.
Zur Adventgemeinde Uetze gehört die Kirche an der Westerkampstraße, zur neuapostolischen Gemeinde Uetze gehört die Kirche am Katenser Weg; an der Burgdorfer Straße befindet sich die Freie evangelische Gemeinde Uetze (ehemals Katenser Weg).

## Politik

### Rat
Wahl 2021
Der Rat der Gemeinde Uetze setzt sich aus 34 Ratsmitgliedern und dem Bürgermeister zusammen. Die Kommunalwahl am 12. September 2021 führte bei einer Wahlbeteiligung von 57,31 % zu folgendem Ergebnis:
| Jahr | SPD    | CDU    | GRÜNE  | FDP   | Linke | FW     | FWK*  | Gesamt   |
| 2021 | 13     | 10     | 4      | 1     | 1     | 4      | 1     | 34 Sitze |
| 2021 | 39,1 % | 28,9 % | 11,9 % | 4,3 % | 1,5 % | 11,2 % | 2,1 % |          |

* Freie Wählergemeinschaft Katensen
Wahl 2016
Der vorherige Rat der Gemeinde Uetze setzte sich aus 28 Ratsmitgliedern und dem Bürgermeister zusammen. Bei der Kommunalwahl am 11. September 2016 ergab sich folgende Sitzverteilung:
| Jahr | SPD | CDU | GRÜNE | FDF* | BALU** | Gesamt   |
| 2016 | 11  | 10  | 3     | 2    | 2      | 28 Sitze |

Wahl 2011
Die Kommunalwahl am 11. September 2011 ergab folgende Sitzverteilung:
| Jahr | SPD | CDU | GRÜNE | FDP | FWK*** | GFE**** | Gesamt   |
| 2011 | 12  | 9   | 4     | 1   | 1      | 1       | 28 Sitze |

* Fraktion der Freien     ** Fraktion BALU

*** Freie Wählergemeinschaft Katensen     **** Gemeinsam für Eltze

### Bürgermeister
Bürgermeister der Gemeinde Uetze war von 2001 bis 2021 Werner Backeberg (SPD). Er wurde abgelöst von Florian Gahre (SPD), der bei der Kommunalwahl 2021 bei einer Wahlbeteiligung von 57,21 % mit 60,01 % der gültigen Stimmen zum neuen Bürgermeister gewählt wurde.

### Ortsbürgermeister
Ortsbürgermeister ist Hartwig Schumacher (CDU).

### Ortsräte
Die Ortsteile der Gemeinde Uetze werden durch insgesamt 51 Ratsmitglieder in neun Ortsräten vertreten. Seit der Kommunalwahl 2021 verteilen diese sich wie folgt:
| Ortsteile     | SPD | CDU | FW | Grüne | FDP | WG  | ∑  |
| ------------- | --- | --- | -- | ----- | --- | --- | -- |
| Altmerdingsen | -   | -   | -  | -     | -   | 5*  | 5  |
| Dedenhausen   | 3   | 1   | -  | -     | 1   | -   | 5  |
| Dollbergen    | 4   | 1   | 1  | 1     | -   | -   | 7  |
| Eltze         | 3   | 2   | 2  | -     | -   | -   | 7  |
| Hänigsen      | 4   | 3   | 1  | 1     | -   | -   | 9  |
| Katensen      | -   | -   | -  | -     | -   | 5** | 5  |
| Obershagen    | 2   | 3   | -  | -     | -   | -   | 5  |
| Schwüblingsen | 2   | 3   | -  | -     | -   | -   | 5  |
| Uetze         | 3   | 3   | 2  | 1     | -   | -   | 9  |
| ∑             | 21  | 16  | 6  | 3     | 1   | 10  | 51 |

*Wählergemeinschaft Altmerdingsen, **Freie Wählergemeinschaft Katensen

### Wappen

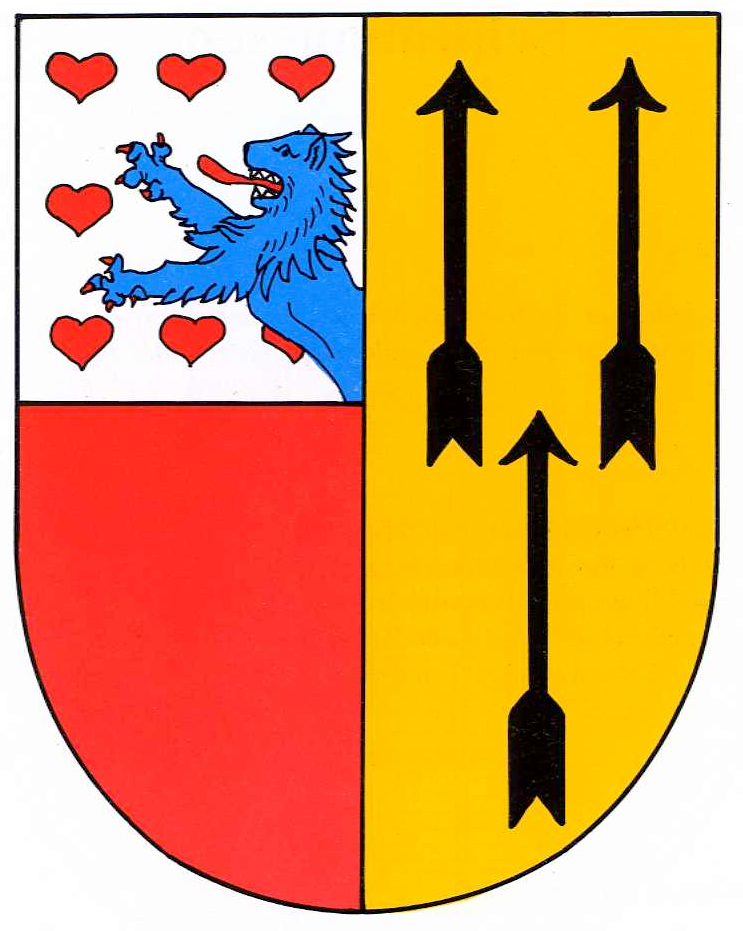
Wappen der Ortschaft Uetze

Das Gemeindewappen zeigt eine geschweifte, achtmal blau/gold gespaltene, nach oben laufende Spitze. Die neun Bestandteile der geschweiften Spitze stellen die Ortschaften dar. Die Farben sind ein Hinweis auf die frühere gemeinsame Zugehörigkeit zum welfisch-lüneburgischen Land.
Das Wappen der Ortschaft Uetze ist halbiert. Die rechte Hälfte zeigt das Wappen des Hauses Lüneburg, das ab dem 17. Jahrhundert in Uetze ansässig war: im oberen Teil den über rote Herzen gelegten blauen Braunschweiger Löwen. Das rechte untere Viertel ist lediglich rot, um zu zeigen, dass das Haus durch eine bürgerliche Mutter begründet wurde. Die linke Hälfte des Wappens zeigt drei nach oben weisende schwarze Pfeile auf gelbem Grund. Diese Wappenhälfte rührt noch aus der Zeit ab 1329 und zuvor, als Zeichen der Herren von Uetze („Uttensen“).

### Gemeindepartnerschaften

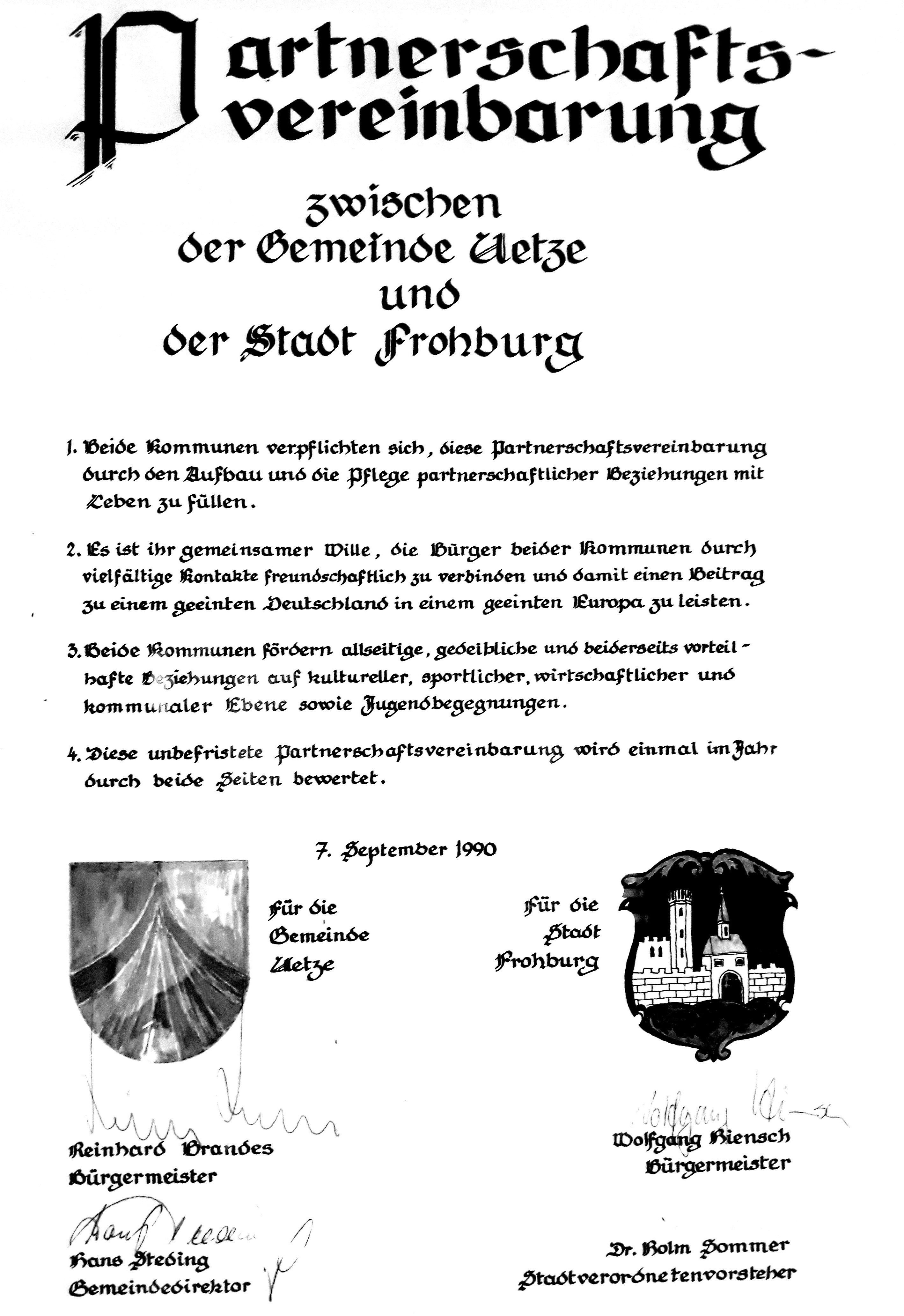
Partnerschaftsvereinbarung zwischen Frohburg und Uetze

- Frohburg, Sachsen: Zwischen der evangelischen Pfarrgemeinde der Stadt Frohburg und der Ortschaft Uetze entstand eine partnerschaftliche Beziehung, aus der die Partnerschaft zwischen Frohburg und Uetze sich nach der Wiedervereinigung entwickelte. Am 7. September 1990 wurde die Partnerschaftsvereinbarung unterschrieben. Die Verantwortung für diese Partnerschaft wurde auf den Ortsrat Uetze übertragen, der gemeinsam mit der evangelischen Kirchengemeinde, dem Gesangverein „Liederkranz Concordia“ und der Freiwilligen Feuerwehr der Ortschaft Uetze den Bestand der Partnerschaft sichert.
- Balatongyörök, Ungarn: Die Teilnahme der Ungarn am alljährlich in Uetze stattfindenden Zwiebelfest ist eine Selbstverständlichkeit.

## Kultur und Sehenswürdigkeiten

### Bauwerke und Bodendenkmale
- Junkernhof: 1635 entstandenes zweigeschossiges Fachwerkhaus in U-Form. Gutshaus der Herren von Uttensen
- Johannes-der-Täufer-Kirche: 1863 gebaut, unter Einbeziehung der Reste der beim Brand zerstörten Kirche von 1837. Architekt war Conrad Wilhelm Hase. Vorhanden sind noch ein Taufdeckel aus dem Jahr 1666 und ein altes Johannes-Bild.
- Zweiständerhaus in Wackerwinkel: erbaut 1596, heute Heimatmuseum.

### Seen

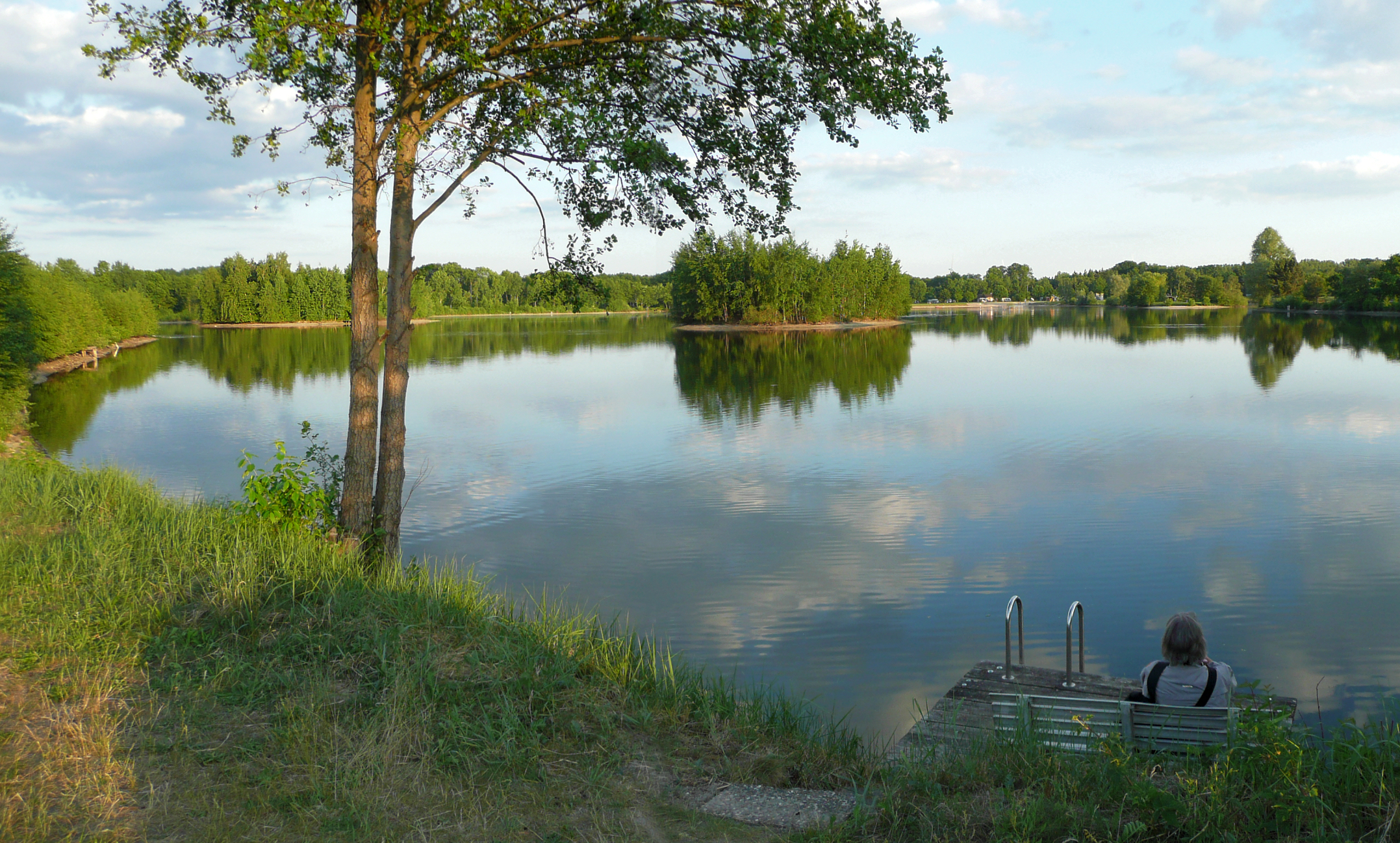
Irenensee

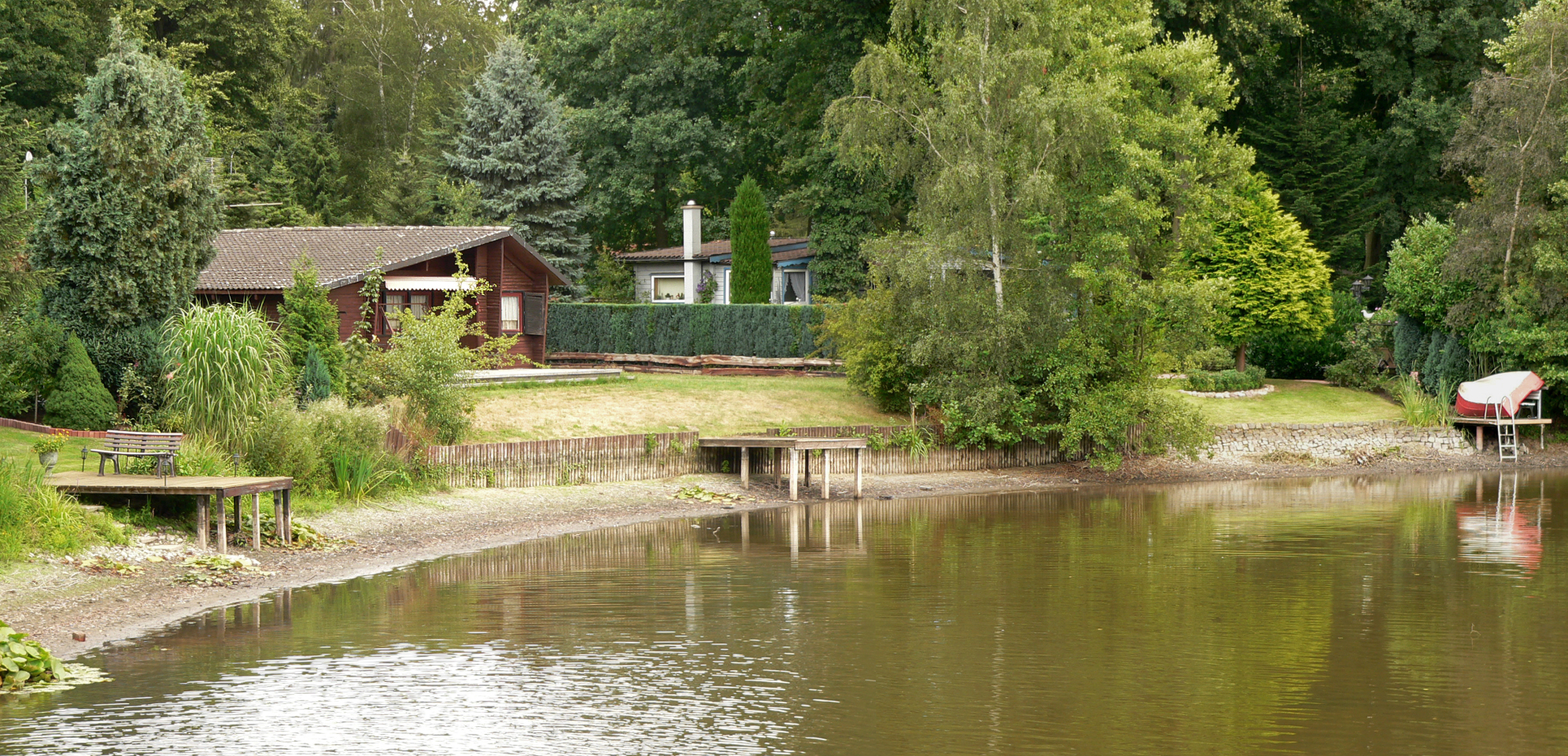
Spreewaldseengebiet mit Wochenendhäusern und Bootsanlegestellen

Nahe Uetze unmittelbar an der B 188 liegt ein 120 ha großes Naherholungsgebiet mit Badestrand, Campingplatz und Stellplatz für Mobilheime. Zentrum sind zwei künstlich geschaffene Wasserflächen. Es handelt sich um den größeren Badesee Irenensee und eine Seenfläche mit verschiedenen Armen, die unter Spreewaldseen firmiert. An deren Ufern befinden sich Wochenendhäuser mit Bootsanlegestellen. Dieses Gebiet wurde in jüngerer Zeit in ein Wohngebiet mit etwa 200 auf Inseln gelegenen Grundstücken umgewandelt.

### Freizeit
Östlich von Uetze befindet sich der Freizeitpark Erse-Park an der Bundesstraße 188. Ein gut ausgebautes und beschildertes Radwegenetz führt entlang der Flüsse oder durch die weitläufigen Wälder zu markanten Punkten wie etwa der Hänigser Bockwindmühle oder den drei Wassermühlen der Gemeinde.
In den Ortschaften Uetze und Hänigsen gibt es beheizbare Freibäder und am Irenensee einen Naturbadestrand.

### Regelmäßige Veranstaltungen
Das Zwiebelfest findet seit 2003 an jedem zweiten Septemberwochenende statt. Es beginnt üblicherweise am späten Samstagnachmittag, in jedem zweiten Jahr mit einem Tag der Ehrenamtlichen, und wird am Sonntag mit einem Open-Air-Gottesdienst auf dem Hindenburgplatz fortgesetzt. Anschließend laden Vereine, Aussteller und Partnerkommunen zu verschiedenen Zwiebelgerichten und dazu passenden Getränken ein.
Uetze ist eines der größten deutschen Zwiebelanbaugebiete, besonders für Silberzwiebeln.

### Kulinarische Spezialitäten
- Die Gegend um Uetze ist Spargelanbaugebiet, und so führt die Niedersächsische Spargelstraße durch Uetze.

## Wirtschaft und Infrastruktur

### Bildung
Uetze besitzt ein Schulzentrum mit Gymnasium und einer Integrierten Gesamtschule (IGS), die seit 2014 besteht, wobei das Gymnasium seine Eigenständigkeit behielt. Der Einzugsbereich des Gymnasiums Unter den Eichen Uetze reicht über die Gemeindegrenzen hinaus. Eine Orientierungsstufe war bis 2004 (Abschaffung der Orientierungsstufe in Niedersachsen) dort mit angesiedelt. Mit der Gründung der IGS liefen die ebenfalls im Schulzentrum angesiedelten Hauptschule und Realschule aus, beide bestanden bis Sommer 2019 mit dem Abschluss der letzten Jahrgänge. Die Hauptschule hatte bis 2006 ihren Standort in Hänigsen und wurde dann in einen Neubau am Schulzentrum umgesiedelt.
Bis 2015 gab es in einem über hundert Jahre alten Schulgebäude (ehemalige Volksschule) nahe dem alten Ortskern die Stötzner-Schule, eine Förderschule mit dem Schwerpunkt Lernen.
Grundschulen gibt es in den Ortsteilen Dollbergen, Eltze, Hänigsen und Uetze, wobei die Eltzer Schule seit 2014 eine Außenstelle der Grundschule Uetze ist.

### Verkehr
Uetze liegt an der Bundesstraße B 188 von Burgdorf nach Meinersen, Gifhorn und Wolfsburg. Wenige Kilometer östlich von Uetze am „Kreuzkrug“ kreuzen sich mit der B 188 die B 214 von Braunschweig nach Celle und die B 444 von Peine und Edemissen. Eine wichtige Landstraße verbindet Uetze außerdem mit Bröckel und Eicklingen, eine weitere mit Dollbergen und eine dritte mit Wehnsen.
Von 1923 bis 1991 hatte Uetze einen Bahnhof an der Bahnstrecke Celle–Braunschweig.
Im Gemeindegebiet liegen die Bahnhöfe Dollbergen und Dedenhausen an der Bahnstrecke Berlin–Lehrte.
Die Verbindung der Ortsteile untereinander sowie mit Nachbarorten stellen sechs Buslinien des Großraum-Verkehrs Hannover sicher, die in allen Uetzer Ortsteilen zusammen 52 Haltestellen bedienen. Ergänzt werden sie zu bestimmten Zeiten von Ruftaxis und von einer Nachtbuslinie.

## Persönlichkeiten

### Söhne und Töchter der Gemeinde
- Georg Friedrich Wreede (um 1635–1672), Gouverneur der damals niederländischen Insel Mauritius von 1665 bis 1672, mit einer Unterbrechung 1668–1669, wurde auch bekannt als Verfasser der ersten schriftlichen Unterlagen über das Khoekhoegowab
- Albrecht Friedrich Ludolph Lasius (1752–1819), lutherischer Theologe, Präsident des Landeskonsistoriums in Osnabrück
- Ernst Amme (1863–1930), Ingenieur und Industrieller
- Ernst Nottbohm (1879–1942), Lebensmittelchemiker

### Personen, die mit der Gemeinde in Verbindung stehen
- Günter Radtke (1920–2018), Pressezeichner
- Wolfgang Mierswa (* 1947), Pädagoge, Fußballschiedsrichter und Schiedsrichterfunktionär, lebt in der Ortschaft Hänigsen
- Achim Amme (* 1949), Autor, Schauspieler und Musiker
- Sven Pfizenmaier (* 1991), Schriftsteller[22]